# Partido Comunista de Cuba
O Partido Comunista de Cuba (em castelhano:  Partido Comunista de Cuba) é o partido governante da República de Cuba. É um partido Marxista-Leninista, estruturado conforme o princípio do centralismo democrático. Foi fundado após a Revolução Cubana, resultante da fusão das três grandes organizações dirigentes no país, incluindo o Movimento 26 de Julho liderado por Fidel Castro. Em 1965, dada a conjuntura da Guerra Fria, principalmente devido à ameaça constante de uma segunda invasão por parte dos Estados Unidos, o Partido Unido da Revolução Socialista Cubana tomou a decisão política de se ligar ao Bloco Soviético e sofreu fortes mudanças, sendo rebatizado como Partido Comunista de Cuba.
Durante a Guerra Fria, o Partido teve uma hegemonia inconteste e uma ligação à União Soviética e ao resto do Bloco de Leste. No entanto, até à década de 1980, a estrutura económica das plantações de açúcar, herdada do que Florestan Fernandes classificou como "cinco décadas [de submissão] a um capitalismo do tipo neocolonial", ainda não tinha sido superada, contudo, a economia planificada levou à possibilidade de distribuir melhor a riqueza proveniente da sua produção. Após o fim do Bloco de Leste, Cuba sofreu um isolamento geográfico, económico, e político, o que levou ao Período Especial, com agudas restrições alimentares e de consumo. Este período foi superado pela diversificação progressiva da economia e do aparecimento de aliados à Revolução Cubana, principalmente a Venezuela após a Revolução Bolivariana.

## História

### Contexto e criação (1920 — 1965)
Embora Cuba tenha se tornado formalmente independente como resultado da vitória sobre a Espanha na Guerra de Independência Cubana e em seguida com a derrota da Espanha para os Estados Unidos na Guerra Hispano-Americana, a independência mostrou-se bem limitada, pois como consequência do conflito entre os Estados Unidos e a Espanha foram mantidas tropas americanas em solo cubano de 1899 até 1902 e aplicando o que ficou conhecida como a Política do Grande Porrete, os Estados Unidos impuseram a Emenda Platt, que permitia aos Estados Unidos intervir em Cuba quando bem entendesse. No país, ocupado oficialmente pelos Estados Unidos entre 1899 e 1902 então pelo exército dos Estados Unidos durante vários anos após, permaneceram as estruturas coloniais, mudando apenas as estruturas económicas do café e tabaco para o açúcar. Segundo Eduardo Galeano, o açúcar "converteu-se na chave-mestra do domínio de Cuba pelos Estados Unidos, ao preço da monocultura e do implacável empobrecimento do solo". Para Florestan Fernandes, "Cuba manteve-se ainda por mais de cinco décadas submissa a um capitalismo do tipo neocolonial". O novo governo, sob orientação estadunidense, dissolveu o Partido Revolucionário Cubano fundado por José Martí.
Com a influência da Revolução Russa de 1918, é fundado em 1920 a Secção Cubana da Internacional Comunista (SCIC), cuja figura principal foi Julio Antonio Mella. O Partido operava na clandestinidade, e a conjuntura do país era uma onde tinha supremacia "[o] latifúndio e a monocultura do açúcar, [a] ausência de liberdades e direitos para o povo e condições de vida verdadeiramente trágicas para as grandes massas trabalhadoras". O partido mudou nesta altura de nome várias vezes e de forma pragmática almejando as eleições e poucos anos assumiu o nome Partido Socialista Popular (PSP), que teve um confinado papel de oposição à ditadura de Fulgêncio Batista da década de 1950. O PSP, que como os outros partidos comunistas, seguia a Política de Coexistência pacífica da URSS e não via com bons olhos as ações das guerrilhas lideradas por Fidel Castro e Che Guevara, valendo-se ressaltar que desde o assalto ao Quartel de Moncada liderado por Fidel em 1953 os dirigentes comunistas cubanos nutriam antipatia para com Fidel. No entanto no primeiro trimestre de 1958 quando governo tinha perdido o controle de partes consideráveis do território cubano e o triunfo da Revolução já não mostrava tanto um sonho e se tornou questão de tempo para a sua vitória os comunistas decidiram estreitar os laços com os revolucionários da capital Havana. Após a vitória da Revolução Cubana, o Movimento 26 de Julho de Castro, o PSP de Blas Roca, e o Diretório Revolucionário de Faure Chomón, três das grandes organizações dirigentes, passaram a fazer acordos e uniram-se em 1961 nas Organizações Revolucionárias Integradas (ORI), que foi dissolvida em 1962. E com o fim da ORI o PSP junta-se as mesmas organizações para criar o Partido Unido da Revolução Socialista de Cuba, que em 1965 se transformou no Partido Comunista de Cuba. Dada a conjuntura da Guerra Fria — a ameaça permanente de outra invasão estadunidense, que eram contra a Revolução, e a decisão de se ligarem ao Bloco Soviético levaram a que o PURSC passasse em 1965 sob fortes mudanças, rebatizando-se assim como Partido Comunista de Cuba (PCC), um partido Marxista-Leninista e organizado segundo o centralismo democrático.

### Período da Guerra Fria (1965 — 1991)
No final da década de 60, almejando satisfazer a necessidade de intensificar a participação popular, o PCC visitou vários países do Bloco de Leste, de modo a estudar a possibilidade da institucionalização, de modo a garantir a manutenção do processo revolucionário e de descentralizar o poder. Além destes países, também foi estudado o sistema político de outros países, até dos Estados Unidos. Em 1974, foi evocado um seminário para discutir com os representantes dos Órgãos de Poder Popular (OPP) um documento fruto destes estudos, do qual se criou uma comissão para desenvolver a primeira Constituição pós-revolucionária.

#### I Congresso do PCC (1975)
Em 1975, com os debates concluídos, que reuniram 2 064 755 participantes, procedeu-se à realização do I Congresso do PCC. A versão revista da Constituição foi aprovada pelo Congresso. A 24 de fevereiro de 1976, o referendo da constituição, que teve uma participação de 98%, com votação universal e secreta, foi aprovado. Os partidos eleitorais deixaram de existir, e o sufrágio tornou-se num mecanismo facultativo de participação de civis, independente da sua filiação partidária. As primeiras eleições foram realizadas em outubro do mesmo ano.

#### III Congresso do PCC (1985)
Em 1986, realizou-se III Congresso do PCC, meses após o lançamento da Retificação de Erros e Tendências Negativas. Neste Congresso, foram debatidos principalmente dois temas: a diferença crescente entre as bases e a liderança do Partido, assim como a deterioração do desempenho da economia de Cuba em relação às exportações e eficiência económia. A sessão do Congresso fora adiada por dez meses, para ter uma consulta mais ampla sobre a causa dos problemas e como seria a nova abordagem à gestão económica, substituindo o Sistema de Planeamento e Gestão Soviético. Os debates, que deram fruto a milhares de ideias, propostas, e sugestões, sendo centenas delas aprovadas e incorporadas no programa do PCC, ocorreram nas filiais locais do Partido e da União de Jovens Comunistas, e nos locais de trabalho. Esta sessão adiada deu-se entre 28 de novembro e de 2 de dezembro de 1986. Fidel Castro, exultado, referiu-se ao processo como "possivelmente uma das melhores reuniões políticas que presenciámos ao longo da história da Revolução".

#### IV Congresso do PCC (1991)
Em 1991, teve lugar o IV Congresso do PCC, numa conjuntura de forte crise económica devido ao fim da União Soviética (URSS), sob o lema "Salvar a Pátria, A Revolução e o Socialismo". Nos anos 90, durante o crítico Período Especial, conforme proclamou Fidel Castro, Cuba enfrentou duas frentes: a resistência à tentativa dos Estados Unidos de alterar o seu sistema político, com a intensificação do seu bloqueio a Cuba, e, a mais trabalhosa, modificar o sistema socialista e manter as suas conquistas, sem adotar as políticas neoliberais, então em voga na América Latina. Dada a crise, a medida de estender a escolha dos membros da Assembleia Nacional do Poder Popular (ANPP) por via direta a toda a população, foi acelerada, democratizando assim o acesso e a eleição dos membros do parlamento. As eleições diretas para as Assembleias provinciais e nacional, secretas e universais, foram a mudança mais significativa, fruto deste Congresso. O PCC manteve o seu caráter vanguardista e as suas referências e linhas teóricas. Para recuperar a identidade nacional do processo revolucionário, passaram também a ter referências nos programas e nos estatutos do PCC José Martí, Carlos Baliño, e Julio Antonio Mella. A referência conjunta a Karl Marx, Vladimir Lenin, e Martí, contudo, não se patenteia apenas após o fim da URSS. Em dezembro de 1961, Fidel discursou sobre o anti-imperialismo Martiano e o Marxismo, e como estes estão lado a lado.

"Qual é o mérito de Martí, o que nos admira de Martí? Martí era marxista-leninista? Não, Martí não era marxista-leninista. Martí disse de Marx que, dado que se colocou do lado dos pobres, tinha todas as suas simpatias. Porque a revolução de Cuba era uma revolução nacional, libertadora ante o poder colonial espanhol; não era uma revolução que fosse uma luta social, era uma luta que perseguia primeiro a independência nacional [...] E que outra visão teve Martí? Uma visão também genial no ano de 1895. Teve a visão do imperialismo norte-americano, quando o imperialismo norte-americano ainda não havia começado a ser imperialismo. Isso se chama ter visão política de largo alcance."

Fidel Castro, 2 de dezembro de 1961.
Em relação à constituição de 1976, a constituição de 1992 teve várias outras mudanças. Teve como objetivo principal dar ênfase a como, embora anteriormente sob influência da URSS, a Revolução Cubana está estreitamente unida à história nacional. Em relação ao antigo Bloco de Leste, as referências a estas relações foram substituídas pelo apoio "ao internacionalismo proletário, à amizade fraterna, à ajuda, à cooperação e à solidariedade dos povos do mundo, especialmente os da América Latina e do Caribe". As reformas seguidas neste Congresso tiveram como objetivo aumentar a participação e a representatividade, canalizando assim, institucionalmente, exigências e descontentamentos da população. A política ateísta de Estado foi alterada para uma política de Estado laico, e foi aberta a adesão ao Partido àqueles que professassem crenças religiosas, marcando assim uma rutura com a política dos antigos países do Bloco de Leste, nos seus esforços para subjugar as crenças religiosas. A conceção classista do PCC também mudou, passando a vanguarda organizada da nação cubana, e o Estado cubano numa expressão dos trabalhadores e do povo. Foi removido o "caráter irreversível" da "propriedade estatal socialista", passando, assim, a ser permitida a propriedade privada, mista e cooperativa. Não houve privatização de empresas estatais, nem a acumulação de capital nos setores privados permitidos, como pequenos negócios familiares.
Para a grande maioria do povo cubano, o Estado socialista era a pré-condição para resguardar as conquistas da Revolução e de resolver a crise, e comprometer-se com a Revolução era o equivalente a garantir a continuidade da independência, das conquistas e das proteções sociais. Além disto, que o regime político existente teria as melhores condições para garantir as conquistas igualitárias e democráticas, assim como para reformar o sistema. A sua queda, para a maioria da população, faria com que se a crise alcançasse outras dimensões, com a possibilidade dos cubanos exilados em Miami, com ânsias para recuperar os privilégios perdidos após a Revolução, iniciarem uma guerra civil que assolasse o país. As reformas tiveram como objetivo fulcral a manutenção do regime político, como expresso no seu lema. A tentativa de gerir a crise equitativamente é evidenciada através do forte racionamento e da tentativa de suprir os mais afetados. As discussões populares prévias nos locais de trabalho, num processo que ficou conhecido como "Parlamentos Operários" (em castelhano:  Parlamentos Obreros), foram recorridas para comprometer a população com as reformas, e para recolher apoio. A liderança de Fidel Castro continuou, grande parte dos meios de produção continuaram sob o controle do Estado, e o sistema de saúde, assim como o sistema de educação, permaneceu universal e gratuito, apesar de terem sofrido impactos, no que foi concordado como a não reversão "das conquistas do socialismo".

### Atualidade (1991 — 2016)

#### VI Congresso do PCC (2011)
O VI Congresso do PCC realizou-se em 2011, após o irmão Raúl Castro ter assumido provisoriamente o cargo de presidente, em 2006, devido à saúde de Fidel Castro, até ser eleito em 2008. O Congresso devotou-se sobretudo temas económicos. Na sua liderança, foram conduzidas mudanças económicas, exacerbadas após a realização do Congresso. Em 2010, foram iniciadas as reformas de "atualização do modelo económico e social", também chamadas de "atualização do socialismo". Esta reforma teve começo nos mecanismos de direção da economia, as relações de propriedade e a sua gestão, e política social. A reforma almejava aumentar a produção e a eficiência da economia nacional, remover problemas burocráticos que coibissem o avanço das forças produtivas, e, assim, garantir o desenvolvimento sustentável e a manutenção do sistema social, proporcionando, desta forma, um melhor balanço entre produção e consumo social. O documento que contém este programa tem o nome Lineamentos de la política económica y social del Partido y la Revolución, sendo levado no final de 2010 à população para discuti-lo, sendo mais tarde discutido e aprovado no Congresso. Em janeiro de 2012, conforme o decidido pelo Congresso, foi realizada uma Conferência Nacional do PCC em Havana para discutir temas que incidissem diretamente a reavaliar o funcionamento interno do Partido, e modernizar os métodos políticos e conceções dos militantes de acordo com as mudanças económicas concordadas pelo Congresso, a fim de levá-las a cabo, como tarefa prioritária. Neste ano, Raúl implementou a lei que limita os dirigentes em cargos no alto escalão a dois mandatos de cinco anos, no máximo.

"[A] batalha ideológica constitui hoje, mais do que nunca, a tarefa principal e o centro do trabalho ideológico dos quadros, porque dela depende a sustentabilidade e preservação do nosso sistema social"

Raúl Castro no IX Congresso da União de Jovens Comunistas, 2010.
A nova plataforma económica, para os dirigentes do país, não altera o caráter socialista do sistema, exprimido através da primazia da propriedade coletiva dos meios de produção (através de empresas estatais e cooperativas), da primazia do planeamento económico sobre o mercado para regular a atividade económica, e do princípio de distribuição "de cada um segundo as suas capacidades, a cada um segundo o seu trabalho". De acordo com Raúl Castro, "as modificações visam alcançar uma sociedade socialista mais próspera e sustentável, menos igualitária, porém, mais justa". A admissão do mercado como mecanismo de alocação passou a ser reconhecido pela direção de planificação da economia, respeitando o seu comportamento e, em simultâneo, controlando-o. Com o objetivo de aumentar o setor não estatal, foi favorecida as cooperativas, o investimento estrangeiro e pequenas empresas privadas de trabalhadores autónomos, formas gestão privada da propriedade estatal, e pequenos empresários, aos quais será permitido contratar trabalhadores, não concentrando propriedade. As empresas estatais passaram por mudanças organizativas almejando uma maior eficiência económica, competitividade, e maior decentralização de decisões, aumentando assim a autonomia de gestão. O fundamento das alterações propostas no Congresso está em que, numa sociedade em processo de transição para o socialismo, não tem lógica que pequenos serviços (cafés, salões de beleza, etc.) sejam geridos pelo Estado, e sim ramos e setores económicos com interesse nacional estratégico.

"[U]ma conclusão a que cheguei ao cabo de muitos anos, entre os muitos erros que todos cometemos, o erro mais importante foi acreditar que alguém sabia de socialismo, ou que alguém sabia como se constrói o socialismo"

Fidel Castro num famoso discurso pronunciado na Universidade de Havana, 2005.
Anteriormente, em 2005, na Universidade de Havana, Fidel Castro havia discutido a "possibilidade de reversão do processo revolucionário por erros internos", sobretudo devido ao aumento das desigualdades e da corrupção, e criticara o "paternalismo estatal", a "inércia individual de quadros intermediários (dirigentes políticos) e de diretores de empresa", com origem no ordenamento socioeconómico estreitamente centralizado, onde o "igualitarismo [...] estaria nivelando por baixo as condições de vida dos trabalhadores midante inúmeras 'gratuidades e subsídios excessivos' concedidos pelo Estado". Também fez recorrentes críticas à falta de eficiência económica das empresas estatais, que se manifestava através da falta de produtividade, do burocratismo, corrupção, e administração sem poder de controle. Em 2007, Raúl Castro falara da resolução de problemas e falhas do sistema, incentivando a "ampla discussão na sociedade dentro dos limites do socialismo", e de "mudanças estruturais e de conceitos onde forem necessárias". Neste Congresso, as dificuldades aplicadas pelo embargo dos Estados Unidos passaram para segundo plano, e deu-se atenção prioritária aos problemas internos. A abordagem política face à reforma e à mudança mudou em relação a outros períodos, superando o debate do início dos anos 90, entre revolução e reforma, onde se afastou do termo "reforma" por se identificar a reforma do socialismo com a restauração do capitalismo, que pode ser entendido como uma reação ao rumo seguido pelo Bloco de Leste, procurando afastar-se desse caminho. Ao contrário das decisões tomadas pelo Período Especial, que tiveram uma índole de emergência, esta é uma estratégia de reforma mais ampla. O ritmo das reformas tem como variável fulcral as tentativas ininterruptas dos Estados Unidos em derrubar o processo revolucionário, e as suas ingerências em Cuba, na tentativa de se tornar um ator interno.

#### VII Congresso do PCC (2016)
O VII Congresso do PCC teve lugar em 2016, e deu mais consideração à questão política. Foi discutida uma nova lei eleitoral, e uma nova divisão político administrativa, almejando "fortalecer o papel do município como elemento principal no sistema de direção territorial do país, para que disponha da autonomia necessária, sustentada em uma sólida base económica".

## Funções

### Assembleia Nacional do Poder Popular
Antes de se efetivarem, as políticas concordadas no Congresso do PCC têm de passar pela Assembleia Nacional do Poder Popular (ANPP), o parlamento máximo do país. O PCC não é um partido eleitoral, e não intervém nas eleições, não apresentando ou fazendo campanha para certos candidatos. De acordo com Anita Leocádia Prestes, "[s]ua atuação se dá no âmbito da mobilização popular, sendo portanto muito mais uma organização pedagógica. As eleições em Cuba são conduzidas pelo Estado sob o formato de um parlamentarismo, e dela pode participar qualquer cidadão, independente de ter ou não filiação partidária". É garantido pelo artigo 132 da Constituição o sufrágio a todos os cidadãos que se encontram em pleno gozo dos seus direitos políticos, acima dos dezasseis anos, e a idade mínima para ser eleito para a Assembleia Nacional é dezoito anos. Os candidatos são escolhidos pelas Assembleias de Bairros, que reúnem no máximo dez quadras. Dá-se uma votação aberta em cada assembleia, e aquele que obtiver mais de 50% dos votos fica com a sua candidatura aprovada. Após o processo, o candidato é posto em disputa com outros candidatos, de outras Assembleias, pelas vagas a delegado das Assembleias Municipais, ou pelas vagas de deputado, da Assembleia Nacional. Aqui, cada um pode ser eleito presidente de cada organismo, e seus equivalentes, respectivamente.
Na legislatura corresponde aos anos de 2013—2017, os membros do PCC ocuparam 40% das cadeiras. Devido à estrutura de votação, o PCC nunca ocupou dois terços da Assembleia Popular. Nessa legislatura, ocupou 16 dos 33 Ministérios do Conselho de Ministros, o Poder Executivo de Cuba. Os Ministérios da Educação, Ciência, Tecnologia e Meio Ambiente, Justiça e Comunicações, não corresponderam a membros do PCC.

### Sistema de Escolas do Partido

#### Primeira etapa (1959-1975)
"[...] as escolas são o resultado desta síntese na qual, finalmente, a teoria e os factos são absolutamente identificados como deveriam ser. A tarefa das escolas, a tarefa fundamental das escolas é simplesmente a formação ideológica dos revolucionários e do povo, que se torna a espinha dorsal da formação de quadros."

Fidel Castro sobre as Escolas de Instrução Revolucionária no primeiro aniversário da criação do Sistema de Escolas do Partido, 1965.
O objetivo fundamental do Sistema de Escolas do Partido é a preparação e pedagogia ideológico-política. Desde a sua criação, em 1959, passou por várias etapas. Anteriormente à Revolução Cubana, o Partido Socialista Popular passou a ter processos para instruir revolucionários a partir das reuniões antecedentes ao assalto ao quartel Moncada. No Presídio Modelo, foi criada a Academia Abel Santamaría. As ações organizadas com os guerrilheiros do Movimento 26 de Julho (M-26-7) também tinham como objetivo a instrução e a pedagogia ideológica. Nesta primeira etapa, de 1959 a 1975, o processo de ensino de competências é pouco sistematizado, um problema que começou a ser ultrapassado com a criação da Escola de Instrução Revolucionária (em castelhano:  Escuela de Instrucción Revolucionaria), por Fidel Castro, em 2 de dezembro de 1960. Socioeconomicamente, está lado a lado com a revolução na cultura e na educação cubana, inaugurada pela Campanha Nacional de Alfabetização em Cuba, e, politicamente, de começo de transição para o socialismo. Após o sucesso inicial da Revolução, surgiu o problema de vários dirigentes terem um baixo nível cultural, e falta de especialistas com capacidade de se tornarem professores. Assim, estas funções de ensino eram principalmente incumbência dos principais dirigentes da Revolução. O pensamento teórico marxista teve as suas raízes nas Escolas de Instrução Revolucionária através das obras de Fidel Castro e Che Guevara, e do pensamento teórico desenvolvido pelos restantes países socialistas. O trabalho de ensino, neste caso, político-ideológico, era limitado pelo baixo nível cultural e de escolaridade dos militantes e dirigentes, que se dava sem ter consideração das suas necessidades e potencial. A aprendizagem do Marxismo-Leninismo, como teoria revolucionária, era fomentada; contudo, o desenvolvimento de competências não era indicado explicitamente.
Em 1971, dá-se o começo da formulação do Sistema de Escolas do Partido, tendo em conta a experiência das Escolas de Instrução Revolucionária. Assim, em vários municípios ao redor do país, surgem os Centros de Estudo e Superação Política e Ideológica (CESPI) (em castelhano:  Centros de Estudio y Superación Política e Ideológica). Nos CESPI havia o curso básico, o médio, e o superior. Ao todo, no final de 1972, haviam 77 centros, mas espalharam-se posteriormente a todo o país. Posteriormente, passou-se a chamar de Escola Municipal do Partido (EMP) (em castelhano:  Escuela Municipal del Partido), que se mantém até à atualidade. O processo de aprendizagem passou a ser responsabilidade de professores militantes, discutindo obras do pensamento cubano e internacional, adotando como método de ensino as discussões e o formato de ateliê. A metodologia não era uniformizada, e era deixado ao critério de cada professor. Apesar das contradições e dificuldades, as Escolas de Instruição Revolucionária, nos anos 70, tiveram um papel fulcral na difusão do Marxismo-Leninismo. Não era feito um perfil nem modelo dos alunos, o que dificultava o processo de aprendizagem, e, por conseguinte, o compromisso com o desempenho dos estudantes. Entre 1973 e 1975, dá-se uma transformação do Ministério da Educação, almejando aperfeiçoar o processo de aprendizagem.

## Número de militantes
| Número de militantes | Número de militantes | Número de militantes | Número de militantes | Número de militantes |
| -------------------- | -------------------- | -------------------- | -------------------- | -------------------- |
| Congresso (ano)      |                      |                      |                      | N.º de militantes    |
| (1965)               | (1965)               |                      | 50,000               | 50,000               |
| (1970)               | (1970)               |                      | 100,000              | 100,000              |
| (1974)               | (1974)               |                      | 186,995              | 186,995              |
| I (1975)             | I (1975)             |                      | 202,807              | 202,807              |
| II (1980)            | II (1980)            |                      | 450,000              | 450,000              |
| III (1985)           | III (1985)           |                      | 523,639              | 523,639              |
| IV (1991)            | IV (1991)            |                      | 600,000              | 600,000              |
| V (1997)             | V (1997)             |                      | 780,000              | 780,000              |
| VI (2011)            | VI (2011)            |                      | 800,000              | 800,000              |
| VII (2016)           | VII (2016)           |                      | 670,000              | 670,000              |
| VIII (2021)          | VIII (2021)          |                      | 700,000              | 700,000              |

### Citações
1. ↑  Gómez 2017.
2. ↑  Víctor Jeifets y Lazar Jeifets (2017). «El encuentro de la izquierda cubana con la Revolución Rusa: el Partido Comunista y la Comintern» (em espanhol). Consultado em 9 de janeiro de 2017
3. ↑  (em francês) Parti communiste de Cuba (extrême gauche) (créé en 1965, seul parti légal), Le Monde diplomatique
4. ↑  Nunes 2016, p. 16.
5. 1 2 3 4  Nunes 2016, p. 18.
6. 1 2 3 4 5  Moniz Bandeira, Luiz Alberto (2012). De Marti a Fidel: A revolução cubana e a América Latina. Rio de Janeiro: Civilização Brasileira. ISBN 9788520011027
7. 1 2 3 4 5 6  Nunes 2016, p. 19.
8. ↑  «Júlio Antonio Mella: "Artífice do tempo amanhecido"». Vermelho. 29 de março de 2013. Consultado em 23 de junho de 2022
9. ↑  «El encuentro de la izquierda cubana con la Revolución Rusa: el Partido Comunista y la Comintern». Historia Critica. Universidad de los Andes - Facultad de Ciencias Sociales. Abril de 2017. Consultado em 25 de junho de 2022
10. 1 2  Anderson, Jon Lee (2012). Che Guevara: uma biografia. Rio de Janeiro: Objetiva. 907 páginas. ISBN 978-85-390-0339-6
11. 1 2  Garcia, Marco Aurélio (2019). Notas para uma história dos trabalhadores: contribuição à história da esquerda brasileira e outros escritos (PDF). São Paulo: Fundação Perseu Abramo. p. 41. 648 páginas. ISBN 978-85-5708-109-3
12. ↑  Nunes 2016, pp. 19, 29.
13. 1 2 3 4 5 6 7 8 9 10 11 12 13  Nunes 2016, p. 21.
14. 1 2 3 4 5 6  Yaffe 2020, p. 28.
15. 1 2 3 4 5 6 7 8 9  Brito 2012, p. 119.
16. 1 2 3 4 5  Brito 2014, p. 114.
17. 1 2 3 4 5  Brito 2012, p. 116.
18. 1 2  Nunes 2016, p. 30.
19. 1 2 3  Ayerbe 2004, p. 91.
20. 1 2  Ayerbe 2004, p. 90.
21. ↑  Brito 2012, p. 118.
22. 1 2 3 4 5 6 7 8 9  Brito 2014, p. 110.
23. ↑  Brito 2014, p. 119.
24. 1 2 3 4 5 6 7  Brito 2014, p. 111.
25. ↑  Brito 2014, p. 116.
26. 1 2 3  Brito 2014, p. 112.
27. ↑  Brito 2014, p. 121.
28. 1 2  Nunes 2016, p. 22.
29. ↑  Nunes 2016, pp. 22, 35.
30. 1 2 3  Nunes 2016, p. 34.
31. 1 2 3 4 5 6 7 8  Nunes 2016, p. 35.
32. ↑  Matos et al. 2020, p. 175.
33. ↑  Matos et al. 2020, pp. 177-178.
34. 1 2 3 4 5  Matos et al. 2020, p. 178.
35. 1 2 3 4 5 6 7 8 9 10 11 12  Matos et al. 2020, p. 179.
36. 1 2  Matos et al. 2020, p. 180.
37. ↑  Matos et al. 2020, pp. 180-181.
38. 1 2 3 4  Informe al I Congreso.
39. ↑  Discurso II Congresso.
40. ↑  Informe Central al III Congreso.
41. ↑  Discurso IV Congresso.
42. ↑  Discurso V Congresso.
43. ↑  Informe Central al VI Congreso.
44. ↑  Informe Central al VII Congreso.
45. ↑  Informe Central al VIII Congreso.